# Comitato Olimpico di El Salvador
Il Comitato Olimpico di El Salvador (noto anche come Comité Olímpico de El Salvador in spagnolo) è un'organizzazione sportiva olimpica salvadoregna, nata nel 1949 a San Salvador, El Salvador.
Rappresenta questa nazione presso il Comitato Olimpico Internazionale (CIO) dal 1962 ed ha lo scopo di curare l'organizzazione ed il potenziamento dello sport in El Salvador e, in particolare, la preparazione degli atleti salvadoregni, per consentire loro la partecipazione ai Giochi olimpici. L'associazione è, inoltre, membro dell'Organizzazione Sportiva Panamericana.
L'attuale presidente dell'organizzazione è Eduardo Palomo Pacas, mentre la carica di segretario generale è occupata da Carlena Sampson De Diaz.